# Владимирский, Леонид Викторович
Леони́д Ви́кторович Влади́мирский (21 сентября 1920, Москва — 18 апреля 2015, Москва) — советский и российский художник-график и иллюстратор

, писатель

. Заслуженный деятель искусств РСФСР (1979).
Получил широкую известность рисунками для разных изданий книг про Буратино А. Н. Толстого и Изумрудный город А. М. Волкова.

## Биография
Родился в Москве. Семья жила сначала на улице Палихе (д. № 8), затем — на Арбате. Был единственным ребёнком в семье. Родители отношения к искусству не имели. Мать была врачом, отец — конторским служащим, экономистом, сотрудничал с организацией, которая занималась перепиской с зарубежными странами, часто приносил домой разные экзотические марки, которые, по словам Леонида, сыграли большую роль в его судьбе. Он их подолгу рассматривал, потом изучал страны, из которых они были присланы, расширял кругозор и пытался самостоятельно рисовать.
Учился в школе № 110. Его одноклассниками были сыновья Сергея Есенина, Демьяна Бедного, Отто Шмидта. Леонид уже в школе активно увлекался рисованием, принимал участие в выпуске стенной газеты. В десятом классе отец посоветовал серьёзно подойти к выбору профессии и поступать в Московский инженерно-строительный институт (МИСИ), что Леонид и сделал, закончив три курса.
С началом Великой Отечественной войны Владимирский пошёл добровольцем в РККА, прошёл курсы в Военно-инженерной академии и в звании лейтенанта был послан на фронт в инженерные войска. По собственному признанию, никаких подвигов не совершал, занимался строительством и восстановлением мостов и дорог для прохождения частей. Демобилизовался в 1945 году в звании старшего лейтенанта.
После войны поступил на художественный факультет института кинематографии (ВГИК), отделение мультипликации. Его преподавателями были Григорий Шегаль, Фёдор Богородский, Юрий Пименов. Параллельно приходилось кормить семью — к тому времени Леонид был уже женат, в браке у него родилась дочь, которая и стала моделью для Буратино, а позднее — Элли («Волшебник Изумрудного города»). Подрабатывал, разрисовывая клеёнки по заказу деревенских жителей. В отличие от многих сокурсников, не имел художественной подготовки, что не помешало ему с отличием окончить институт. Дипломной работой стал первый в истории ВГИК диафильм «Руслан и Людмила». «Людмила из сказки нравилась всем, вот я и решил, что и моя Людмила тоже должна всем нравиться. Вначале я рисовал девушек на улице, после чего показывал рисунки своим приятелям. Если хоть одному не нравилось — браковал, — вспоминал художник. — Так нарисовал девятнадцать Людмил… Потом я понял — нужно нарисовать такой образ, который понравился бы Александру Сергеевичу. Подумал — сделал. Поставил перед собой портрет Натальи Николаевны — и начал рисовать. Так и возникла грустная русская княжна».
Для него Владимирский сделал 80 цветных рисунков и снял их на плёнку. Его заметили и пригласили работать главным художником на студию «Диафильм», где им в течение трёх лёт были созданы серии из четырёхсот иллюстраций для десяти лент.
В 1953 году для диафильма «Приключения Буратино» по сказке А. Н. Толстого художник создал свой образ деревянного героя в полосатом колпачке — образ, ставший общеизвестным и считающийся классическим. По словам Леонида Викторовича, Толстой сам мечтал о диафильме по своей книге, специально подготовил для него текст, но так и не дожил до премьеры. После выхода книги «Приключения Буратино» в издательстве «Искусство» в 1956 году Владимирский посвятил себя иллюстрированию книг для детей.
Следующей широко известной работой художника стали иллюстрации к шести сказочным повестям А. Волкова, первая из которых — «Волшебник Изумрудного города» — вышла в свет в 1959 году (истории создания сказки посвящена передача «Отчего и почему»). Сотрудничество Волкова и Владимирского продолжалось 20 лет, писатель считал рисунки этого художника лучшими и не признавал других иллюстраторов.
«Детским художником я стал, потому, что мне интересно то, что интересно детям третьего класса. Мне интересны сказки. Для детей надо работать по-доброму. Кто может нести доброту, тот может быть детским художником или писателем. И чтобы был юмор, выразительность», — признавался художник, говоря, что возраст его души — 9 лет.
В 1954 году Министерство культуры СССР выдало Леониду Викторовичу патент на изобретение «Способ получения изображений стерео-пары с рисованного цветного изображения».
В 1961 году Владимирский был принят в творческие союзы художников и журналистов. Он объехал практически весь Советский Союз, а как «Посол мира» побывал в разных точках земного шара. Художник был знаком со множеством выдающихся людей своего времени. Из этих встреч ярче всего ему запомнилось общение с неповторимым Чарли Чаплином.
В 1996 году Владимирский стал лауреатом Всероссийского конкурса детских читательских симпатий.
В 2007 году художник удостоен золотой медали Союза художников России.
В 2014 избран почетным членом Российской академии художеств.
В последние годы Леонид Викторович с женой жили в городе Долгопрудном. Похоронен на Востряковском кладбище.

## Семья
Леонид Викторович связывал происхождение своей фамилии с семейной легендой о пращуре-священнике, который попал в беду и поехал в Москву в Успенский собор, помолиться иконе Владимирской Божией Матери. Произошло чудо, после которого паломник поменял фамилию на Владимирский.
Дочь ─ Ая Владимирская, художник, иллюстратор, график. Владимирский признавался, что вдохновение для многих его героев ему дарили родные и близкие: «Буратино я рисовал с дочери (ей тогда было 5 лет). Привязывал ей на веревочке картонный нос, и она мне позировала. Когда же ей исполнилось девять лет, она превратилась в Элли».
Вторая жена — Светлана Алексеевна Ковальская, художница-живописец, моложе на 27 лет. Оба к моменту встречи овдовели и свадьбу не играли. Тем не менее, прожили в своём счастливом браке 30 лет.
По признанию Владимирского, некоторых персонажей он «заимствовал» из жизни. Так, папу Карло он срисовал с родного деда. После чего его стали останавливать на улицах с вопросом «В каком фильме мы вас видели?», на что тот с улыбкой отвечал: «Я не в кино снимался, я в книжке нарисован».

## Работы
Всю жизнь художник рисовал акварелью.

Среди работ художника — иллюстрации к поэме А. С. Пушкина «Руслан и Людмила», к повести Юрия Олеши «Три толстяка», к «Приключениям Петрушки» М. А. Фадеевой и А. И. Смирнова, «Путешествию Голубой стрелы» и «Чиполлино» Дж. Родари, сборнику «Русские сказки» и сборнику «Умная Марсела».
«Когда работаю для детей, я счастлив. Однажды на мастер-классе меня спросили: „Вы на кого ориентируетесь — на профессионалов или на читателей“. Ни на кого не надо ориентироваться. Как ваша душа хочет, так и надо работать. Главное — радостно, искренне. Если работать для кого-то, то получается халтура. Настоящая музыка, поэзия — это общение с Богом. Душа поет или болит, и человек творит. Если поет — получается произведение для тех, кому хорошо. Если болит — для тех, кому плохо». Леонид Владимирский
Суммарный тираж книг, изданных с иллюстрациями Леонида Владимирского, превышает 20 миллионов экземпляров.
Много лет художник работал в области филокартии. Тираж открыток с его героями достигает порядка 31 миллиона экземпляров.
В 1979 году Владимирскому присвоено звание «Заслуженный деятель искусств РСФСР».
На счету художника большое количество персональных выставок, как в России, так и за рубежом. Его картины экспонировались в Федеральном собрании Российской Федерации. Работы Владимирского можно увидеть в Центральном Доме Художника (ЦДХ), РГДБ и других выставочных центрах.
Леонид Викторович щедро передавал людям свой опыт и мастерство. Его рассказы, воспоминания и научные статьи можно прочитать в журналах «Читайка», «Мурзилка», «Пионер», «Работница», «Студенческий меридиан» и многих других.
О своих путешествиях он написал книгу «Австралия. Путевой альбом» с собственными зарисовками. Также были изданы — небольшая книга стихов «От восхода, до заката» и сборник рассказов «Записки художника».
На протяжении всей своей долгой жизни Леонид Викторович вёл активную общественную работу. Он неоднократно участвовал в работе жюри конкурсов детского рисунка, с удовольствием выступал в школах и библиотеках, был председателем правления продюсерского центра «Друзья Изумрудного города». Шесть лет он руководил изо-студией в Российской государственной детской библиотеке (РГДБ).
За выдающиеся заслуги в области развития и популяризации художественной культуры в мае 2014 года Леониду Владимирскому присвоено звание «Почетный член Академии Художеств России».
Уже на протяжении 20-ти лет в Москве ведется работа по созданию «Музея детских иллюстраторов» имени Леонида Владимирского.

## Литературная деятельность
В 1994—1995 годах написал и издал (со своими же рисунками) собственное продолжение сказки про Буратино, посвящённое жене Светлане Ковальской:
Леонид Владимирский. Австралия. Путевой альбом. — М.: Советский художник, 1968.
- Леонид Владимирский. Буратино ищет клад. — М.: Просвещение, 1995. — 20 000 экз. — ISBN 5-7574-0009-9.

Впоследствии автор существенно переработал эту книгу; новая версия вышла в свет в 1996 году:
- Леонид Владимирский. Буратино ищет клад. — М.: Астрель, 1996. — С. 120. — 25 000 экз. — ISBN 5-900986-21-7.

Переиздана:
- Леонид Владимирский. Буратино ищет клад. — Можайск: Можайск-Терра, 2001. — С. 122. — 8000 экз. — ISBN 5-7542-0078-1.
- Леонид Владимирский. Буратино ищет клад. — М.: Астрель, Малыш, 2015. — С. 144. — 2500 экз. — ISBN 978-5-271-43069-5.

Затем Л. В. Владимирский написал новое продолжение к этой сказке, одновременно продолжающее сказочную серию А. М. Волкова о Волшебной стране:
- Леонид Владимирский. Буратино в Изумрудном городе. — М.: Астрель, 1996. — С. 120. — 25 000 экз. — ISBN 5-900986-24-1.

Переиздана:
- Владимирский Л. В. Буратино в Изумрудном городе. — М.: АСТ, Астрель; Минск: Харвест, 2012. — 136 с. — Тираж 3000 экз. — ISBN 978-5-17-073021-6, ISBN 978-5-271-35126-6, ISBN 978-985-16-9881-9.

## Награды и звания
- В 1954 году выдан патент на изобретение «Способ получения изображений стереопары с рисованного цветного изображения».
- В 1979 году Владимирскому было присвоено звание заслуженного деятеля искусств РСФСР.
- В 1996 году стал лауреатом «Всероссийского конкурса детских читательских симпатий».
- В 2006 году награждён «Орденом Буратино»[11].
- В 2014 году присвоено звание «Почетный член Академии художеств России».